# Роземейер, Йозеф
Йозеф Роземейер (нем. Josef Rosemeyer; 13 марта 1872, Линген — 1 декабря 1919, Кельн) — немецкий спортсмен, изобретатель и предприниматель. Дядя автогонщика Бернда Роземайера.

## Спортивная карьера
Йозеф Роземейер привлек к себе внимание в 1895 году, когда на различных немецких трековых велогонках получил три первых, два вторых и четыре третьих места. В рейтинге любителей он занял 23 место и был приглашен к участию на Чемпионате мира по трековым велогонкам 1895 года. Но он не смог добиться успеха в этом турнире.
Йозеф Роземейер был одним из пяти немецких велогонщиков принимавших участие в Летних Олимпийских играх 1896 года. Первые гонки в которых он участвовал состоялись 8 апреля, это был заезд на 100 километров. Спортсмен был вынужден прекратить выступление после двух километров из-за проблем с его велосипедом. Через три дня состоялись гонки сразу в трёх дисциплинах, Роземейер принимал участие во всех. В гите на 333,3 метра он занял последнее, восьмое, место с результатом 27,2 секунды. В спринте на два километра он лидировал, но затем был вынужден прекратить участие из-за технической неисправности. В гонке на 10 километров он занял четвертое место среди шести участников.

## Изобретатель и предприниматель
Отец Йозефа Роземейера был владельцем слесарного магазина в Лингене. После смерти отца в 1889 году, он как старший среди семи сыновей, продолжил дело. В ассортименте магазина появились велосипеды, а впоследствии и мотоциклы. Сам Йозеф был одним из первых владельцев мотоцикла в Лингене. Начиная с 1897 года начал производить велосипеды под собственной маркой «Rex». Кроме того, он был основателем «Велоспортивного клуба Лингена», и построил, в городе, велосипедную дорожку длиной 333,3 метра.
Йозеф Роземейер изобрел электрическую газосветную лампу в 1897 году и запатентовал ее в следующем году. Он оставил семейный бизнес в 1899 году, а в 1900 основал фирму «Regina-Bogenlampen-Fabrik» в Кельне. Через десять лет компания, которая теперь называлась «Regina Elektrizitäts-GmbH Köln-Sülz», имела 300 сотрудников, а объем продаж составлял 1,5 миллиона марок. Позже компания была закрыта из-за снижения спроса на лампы ее производства. Сам Роземейер присоединился к Наблюдательному совету компании «Elektra Stahldraht-Fabrik». В 1912 году, уже как директор компании, он предложил строительство канала Рейн — Море, который должен был соединить Рейн с немецким побережьем Северного моря. Но этот проект не имел успеха. В течение нескольких лет он был председателем «Объединения инженеров Кельна».
Йозеф Роземейер умер 1 декабря 1919 года от последствий аварии. Похоронен на Мелатском кладбище Кельна. Родительская фирма в Лингене досталась брату, Вильгельму Роземейер, отцу известного гонщика Бернда Роземайера.

## Произведения Роземейера
- "Dauerbrand-Bogenlampen. Eine leicht fassliche Betrachtung über Bogenlampen im allgemeinen und Dauerbrandlampen mit langer Brenndauer im besonderen, sowie deren Verhältnisse zueinander". Leipzig 1899
- "Der Rhein-See-Kanal". Köln 1912.
- "Der Rheinseekanal. Vorschläge üb. d. besten Ausführungsmöglichkeiten, erwachsende Kosten sowie über die Vorteile dieser Seewasserstraße". Köln 1914
- "Der beste Weg zur Sicherung und Ausdehnung unseres Welthandels". Berlin 1917